# فيليب جورج
فيليب جورج (بالإنجليزية: Philip George)‏ (16 سبتمبر 1978 في المملكة المتحدة - ) هو لاعب كريكت بريطاني.

## وصلات خارجية
- فيليب جورج على موقع إي آس بي آن كريك إنفو (الإنجليزية)